# 錳尖晶石
錳尖晶石（英語：Galaxite)是一種立方晶系礦物，屬於氧化物的尖晶石礦物族，其化學式 為Mn2+Al2O4。錳尖晶石 是尖晶石礦物族的含錳終端礦物。 其中晶體結構中的錳可被二價鐵 (Fe) 和鎂 (Mg) 替代。 三價鐵也可以代替鋁。 因此，反映大多數自然樣品，該礦物公式可以 (Mn,Fe2+,Mg)(Al,Fe3+)2O4表示。 [3]
錳尖晶石通常呈紅褐色的小粒狀聚集體形。 它具有玻璃光澤及棕紅色條紋。 莫氏硬度為 7.5。 
它於 1932 年首次在北卡羅來納州阿勒格尼縣的 Bald Knob被發現，並以該鎮的植物 野花galax 命名.

### 產狀
錳尖晶石通常產於含碳酸鹽高的變質錳礦床中。 在 Bald Knob 地區，它與粒硅锰石（alleghanyite）、薔薇輝石、鈉長石、斜硅锰石(sonolite)、锰铝榴石(spessartine)、錳橄欖石, 锰白云石(kutnohorite)
硅锰石(manganhumite), 锰铁矿(jacobsite), 锰铝蛇纹石(kellyite).硫锰矿
伴生。在瑞典韋姆蘭諾德馬克的 Brattfors 礦區，其伴生礦物包括
硅铝锑锰矿(katoptrite)、磁鐵礦、锑砷锰矿(manganostibite)、氯砷锰石(magnussonite)、錳橄欖石,硅锰石(manganhumite), 及方锰矿(Manganosite) 。 
它有時被用作寶石。